# Vano Mouradeli
Vano Mouradeli (en arménien Հովհաննես Մուրադյան; en géorgien : ვანო მურადელი ; en russe : Вано Ильич Мурадели), né le 24 mars 1908 (6 avril 1908 dans le calendrier grégorien) à Gori (Empire russe) et mort le 14 août 1970 à Tomsk (Russie soviétique), est un compositeur soviétique et géorgien.

## Biographie
Vano Mouradeli est né à Gori, en Géorgie — à l'époque dans l'Empire russe — de parents arméniens. Diplômé du conservatoire d'État de Tbilissi en 1931, il travailla de 1934 à 1938 au conservatoire de Moscou. De 1942 à 1944, il dirigea l'ensemble central de la marine soviétique. En 1946, il fut décoré du prix Staline. En 1948, son opéra La Grande Amitié fut censuré par le Comité central du PCUS. Après la mort de Staline, il fut réhabilité, et reçut en 1968 le titre d'Artiste du peuple de l'URSS. 
Vano Mouradeli est enterré au cimetière de Novodievitchi.

## Récompenses et distinctions
- Artiste émérite de la république socialiste fédérative soviétique de Russie (1948)
- Artiste du peuple de la république socialiste fédérative soviétique de Russie (1957)
- Artiste du peuple de l'URSS (1968)
- Prix Staline (1946 et 1951)
- Ordre de Lénine (1967)
- Ordre du Drapeau rouge du Travail (1960)
- Artiste émérite de la république socialiste soviétique autonome kabardino-balkare (1953)

## Quelques compositions
- Symphonie à la mémoire de Kirov (1938)
- Cantate de Staline (1939)
- Musique du film Le Commandant de l'ile aux oiseaux (1939)
- Deuxième symphonie en ré majeur (1944)
- Opéra La grande amitié (1947, livret de George Mdivani)
- Chanson Moscou-Pékin (1950, sur l'amitié sino-soviétique)
- Chanson Allons, les amis (1952, paroles d'E. Iodkovski)
- Chanson La légendaire Sébastopol (1954)
- Chanson Le Tocsin de Buchenwald (1959, paroles d'Alexandre Sobolev)
- Opéra Octobre (1961, livret de Vladimir Lougovskoï)
- Opérette Moscou-Paris-Moscou (1968)